# Luca Canali
Luca Canali (Roma, 3 settembre 1925 – Roma, 8 giugno 2014) è stato un latinista, scrittore, traduttore e poeta italiano.

## Biografia

### Origini e militanza politica
Nato in una famiglia della piccola borghesia, partecipò alla Resistenza con il Partito d'Azione e, attratto dal marxismo, a vent'anni si iscrisse al Partito Comunista Italiano dove sarà per molti anni militante attivo e dirigente di sezione; intanto, compiuti brillantemente gli studi classici all'Università di Roma, diventò assistente prima di Natalino Sapegno e poi di Ettore Paratore, con il quale si era laureato con una tesi su Lucrezio, il suo autore preferito assieme a Leopardi e James Joyce; questa tesi verrà poi ampliata e pubblicata con il titolo Lucrezio, poeta della ragione.

### Espulsione dal PCI
Nei primi anni cinquanta fu anche collaboratore della rivista Il Contemporaneo (allora settimanale), diretta da Carlo Salinari. Nel 1956, dopo i fatti di Ungheria, fondò insieme con Elio Petri, Tommaso Chiaretti, Ugo Attardi, Renzo Vespignani e altri, Città aperta, una rivista di cultura che esprime il dissenso di molti intellettuali comunisti dalla linea del partito di ortodossa fedeltà all'Unione Sovietica, e per questo venne espulso - con altri - nel 1958, con l'accusa di «revisionismo». 
La scoperta dei crimini staliniani rappresentò, per lui che aveva riposto nel comunismo la sua fede, il "crollo di tutto il suo mondo", come aveva spesso affermato, e pur rimanendo di sinistra abbandonò il PCI. In seguito non si occuperà più di politica.

### Attività accademica e letteraria
Collaborò con le riviste Nuovi Argomenti, Il Verri di Luciano Anceschi e Paragone di Roberto Longhi e Anna Banti. Vince quindi la cattedra di Letteratura latina all'Università di Pisa, dove insegna per quindici anni.
Soffrì fin da giovane di alcuni disturbi psicologici che lo costrinsero successivamente anche a ricoveri in clinica, cure psichiatriche e numerose sedute di psicoanalisi: in particolare una grave depressione, alcune fobie e il disturbo ossessivo-compulsivo, che prese la forma di dubbi patologici e pensieri continui che ostacolarono il suo lavoro.
Collaborò anche con Federico Fellini per il Satyricon, e, lasciato l'insegnamento universitario per l'aggravarsi dei disturbi, dal 1981 si dedicò a un'intensa attività di scrittore di romanzi e racconti. Trascorse la maggior parte della vita a Roma, l'unica città in cui affermava di poter vivere davvero. 
La sua opera narrativa affrontò con lucidità e durezza gli anni di guerra e di resistenza, la militanza nel PCI del dopoguerra, e le mille imprevedibili pieghe dell'animo umano, tra incontri, affetti, eros e solitudine, nei meandri della nevrosi compulsiva e della depressione. Famose e importanti sono le sue traduzioni delle Bucoliche (1978), delle Georgiche (1983) e dell'Eneide di Virgilio (in sei volumi, 1978-83) e de La natura delle cose di Lucrezio (1990).

### Gli ultimi anni
Collaborò alle pagine culturali de Il Giornale, durante la direzione di Vittorio Feltri.
Dopo una breve malattia, morì a Roma l'8 giugno 2014, all'età di 88 anni, presso il Policlinico Gemelli dove era ricoverato da una settimana.

## Vita privata
Canali si sposò con Maria Giovanna La Conte, italo-spagnola, che gli diede una figlia. Ebbe anche un'altra figlia, fuori dal matrimonio: con lei però non ebbe praticamente mai rapporti,  incontrandola solo una volta, per volere della madre. Dopo la morte della moglie non si risposò, affermando che il matrimonio era stato un "grande errore".
Luca Canali era ateo.

## Opere

### Saggi
- Lucrezio, poeta della ragione, Roma, Editori Riuniti, 1963.
- Personalità e stile di Cesare, Roma, Ed. dell'Ateneo, 1963.
- (a cura di) Potere e consenso nella Roma di Augusto. Guida storica e critica, Roma-Bari, Laterza, 1975.
- L'eros freddo. Studi sull'Eneide, Roma, Edizioni dell'Ateneo, 1976.
- Identikit dei padri antichi, Milano, Rizzoli, 1976.
- Giulio Cesare, Roma, Editori Riuniti, 1977.
- I volti di Eros, Roma, Editori Riuniti, 1984. ISBN 88-359-2659-9.
- Vita, sesso, morte nella letteratura latina, Milano, Il saggiatore, 1987. ISBN 88-04-30610-6.
- L'erotico e il grottesco nel Satyricon, Roma-Bari, Laterza, 1986. ISBN 88-420-2754-5.
- Profili latini, Roma, Editori Riuniti, 1991. ISBN 88-359-3443-5.
- Alessandro Manzoni, scelta e introduzione di, Roma, Istituto poligrafico e Zecca dello Stato, 1995.
- Intervista a cinque fantasmi, Roma, Editori Riuniti, 1997. ISBN 88-359-4317-5.
- Controstoria di Roma. La politica imperialistica e le guerre civili a Roma nella testimonianza dei più grandi scrittori latini e greci, Firenze, Ponte alle Grazie, 1997. ISBN 88-7928-385-5.
- Le Vite (indiscrete) di dodici Cesari di Svetonio, la lingua più affilata dell'antico Ovest, Casale Monferrato, Piemme, 1997. ISBN 88-384-2870-0.
- I latini per i moderni. Un'antologia, Locarno, Dadò, 1998. ISBN 88-8281-010-0.
- Orlando furioso. Le donne, i cavalieri, le armi, gli amori, Casale Monferrato, Piemme, 1998. ISBN 88-384-4065-4.
- Satyricon. Se Petronio l'avesse scritto oggi, Casale Monferrato, Piemme, 1999. ISBN 88-384-4477-3.
- Tra Cesare e Cristo. Misteri, atrocità, splendori di un secolo che cambiò il corso della storia, Milano, Ponte alle Grazie, 1999. ISBN 88-7928-461-4.
- Luca Canali racconta l'Eneide, a cura di Maria Pellegrini, Milano, Einaudi scuola, 2000. ISBN 88-286-0520-0.
- Scandali e vizi privati delle donne dei Cesari, Casale Monferrato, Piemme, 2000. ISBN 88-384-4912-0.
- L'essenza dei latini, con Maria Clelia Cardona, Milano, Oscar Mondadori, 2000. ISBN 88-04-47751-2.
- Una giovinezza piena di speranze. Autobiografia di Marco Celio Rufo, Milano, Bompiani, 2001. ISBN 88-452-4703-1.
- Amore e sessualità negli autori latini, Milano, Bompiani, 2001. ISBN 88-452-4852-6.
- Vita di Plinio, ovvero L'arte della meraviglia, Milano, Ponte alle Grazie, 2001.
- Delitti e congiure nell'antica Roma, Casale Monferrato, Piemme, 2002. ISBN 88-384-7384-6.
- Il sangue di Roma. Dal 133 a.C. un secolo di intrighi, assassinii e scontri di potere, Casale Monferrato, Piemme, 2003. ISBN 88-384-7995-X.
- Il sangue dei Gracchi, Casale Monferrato, Piemme, 2004. ISBN 88-384-7511-3.
- I cavalieri latini dell'Apocalisse, Milano, Saggi Bompiani, 2005. ISBN 88-452-3390-1.
- Camena. Letteratura latina. Storia, antologia, autori, 5 voll., Milano, Einaudi scuola, 2005.
- Erotismo e violenza nell'antica Roma, Casale Monferrato, Piemme, 2005. ISBN 88-384-8139-3.
- Scrittori e potere nell'antica Roma, Soveria Mannelli, Rubbettino, 2006. ISBN 88-498-1671-5.
- Come leggere Virgilio, Milano, Tascabili Bompiani, 2007. ISBN 978-88-452-5918-0.
- Il tridente latino. Lucrezio, Virgilio, Petronio, Roma, Gaffi, 2007. ISBN 978-88-87803-58-7.
- Il contributo della lingua all'Unità d'Italia, in Grand Tour. Rivisitare l'Italia nei suoi 150 anni, Roma, Solaris, 2010.
- I tre volti di Catullo, con Lorenzo Perilli, Milano, BUR Rizzoli, 2013. ISBN 978-88-17-07041-6.
- Pax alla romana. Gli eterni vizi del potere, con Lorenzo Perilli, Firenze-Milano, Giunti, 2014. ISBN 978-88-09-79288-3.

### Traduzioni
- L'onestà muore di freddo, disegni di Mino Maccari, presentazione di Bruno Gentili, Milano, Cino Del Duca Editore, 1959
- Caio Giulio Cesare, Diario di guerra, a cura di L. Canali, Firenze, La Nuova Italia, 1965.
- T. Maccius Plautus, Bacchides, nota introduttiva e testo critico di Cesare Questa, traduzione di L. Canali, Firenze, Sansoni, 1965.
- Virgilio, Bucoliche, introduzione e traduzione di L. Canali, Milano, Biblioteca universale Rizzoli, 1978.
- Virgilio, Eneide, a cura di Ettore Paratore, traduzione di Luca Canali, 6 voll., Roma-Milano, Fondazione Lorenzo Valla-A. Mondadori, 1978-1983.
- Virgilio, Georgiche, traduzione di L. Canali, note al testo di Riccardo Scarcia, Milano, Biblioteca universale Rizzoli, 1983. ISBN 88-17-12447-8.
- Publio Cornelio Tacito, Germania, introduzione e cura di L. Canali, Roma, Editori Riuniti, 1983. - Edizioni Studio Tesi, 1991-1999; Editori Riuniti, 2020, ISBN 978-88-359-8171-8.
- Tito Lucrezio Caro, La natura delle cose, traduzione di L. Canali, testo latino e commento a cura di Ivano Dionigi, Milano, Rizzoli, 1990. ISBN 88-17-18706-2.
- Marco Anneo Lucano, Farsaglia o La guerra civile, Introduzione e traduzione di Luca Canali, premessa al testo e note di Fabrizio Brena, MIlano, Rizzoli, 1997
- Orazio, Odi. Epodi, a cura di L. Canali, Collana Oscar Classici Greci e Latini, Milano, Mondadori, 2004, ISBN 978-88-045-2897-5.

### Romanzi e racconti
- La resistenza impura, con una lettera di Eugenio Montale, Milano, A. Mondadori, 1965.
- La vecchia sinistra, Milano, A. Mondadori, 1970.
- Il sorriso di Giulia, Roma, Editori Riuniti, 1980.
- Autobiografia di un baro, Milano, Bompiani, 1983.
- Spezzare l'assedio, Milano, Bompiani, 1984; Milano, Tascabili Bompiani, 2003. ISBN 88-452-5528-X.
- I delatori, Milano, Bompiani, 1986; 2a ed. Pietà per le spie, Casale Monferrato, Piemme, 1996, ISBN 88-384-2416-0; 3a ed. L'innocenza dei colpevoli, Lecce, Manni, 2006, ISBN 88-8176-774-0.
- Amate ombre, Milano, Bompiani, 1987.
- Segreti, Roma, Editori Riuniti, 1989. ISBN 88-359-3301-3.
- Diario segreto di Giulio Cesare, Milano, A. Mondadori, 1994. ISBN 88-04-38687-8.
- Nei pleniluni sereni. Autobiografia immaginaria di Tito Lucrezio Caro, Milano, Longanesi, 1995. ISBN 88-304-1287-2 (finalista Premio Strega)
- Memorie di un libertino depresso, Milano, Longanesi, 1997. ISBN 88-304-1368-2.
- L'uomo che non stava al gioco, Casale Monferrato, Piemme, 1998. ISBN 88-384-3032-2.
- Finzioni e memoria, Milano, Longanesi, 1999. ISBN 88-304-1464-6.
- Folle folla, Milano, Longanesi, 2000. ISBN 88-304-1636-3.
- Cronache di storia vissuta, Milano, Ponte alle Grazie, 2000. ISBN 88-7928-517-3.
- Le dolci brezze di Scicli, Roma, Quiritta, 2002. ISBN 88-8403-012-9.
- Reds. Racconti comunisti, Milano, Bompiani, 2003. ISBN 88-452-5380-5.
- Ognuno soffre la sua ombra. Da Catullo a Giovenale: i grandi nevrotici della poesia latina, collaborazione di Giovanna Breccia e Maria Pellegrini, Milano, Bompiani, 2003. ISBN 88-452-5453-4.
- Il disagio, Roma, Accademia degli Incolti, 2003. ISBN 88-87803-25-0.
- Potresti averli già incontrati a una fermata d'autobus, San Cesario di Lecce, Manni, 2004. ISBN 88-8176-512-8.
- Gincana, Roma, Editori Riuniti, 2004. ISBN 88-359-5616-1.
- Tutti contro tutti. L'uomo, re del creato, detronizzato dai poeti, collaborazione di Maria Pellegrini, Roma, Gaffi, 2004. ISBN 88-87803-38-2.
- Cronaca di follie e amori impossibili, Milano, Tascabili Bompiani, 2004. ISBN 88-452-3257-3.
- La sporca guerra, Milano, Tascabili Bompiani, 2005. ISBN 88-452-3399-5.
- Che gli scandali avvengano, Milano, Tascabili Bompiani, 2006. ISBN 88-452-5717-7.
- Archivio rosso. Gli anni dell'utopia, San Cesario di Lecce, Manni, 2007. ISBN 978-88-8176-960-5.
- Ventitré colpi di pugnale. Diario segreto degli ultimi giorni di Giulio Cesare, Casale Monferrato, Piemme, 2008. ISBN 978-88-384-8660-9.
- L'interdetto, Matelica, Hacca, 2009. ISBN 978-88-89920-31-2.
- Augusto, braccio violento della storia, Milano, Bompiani romanzo, 2011. ISBN 978-88-452-6696-6.
- Match nullo, Roma, Cavallo di Ferro, 2013. ISBN 978-88-7907-123-9 (finalista Premio Strega)

### Poesia
- Un'altra stagione, Roma, Carucci, 1959.
- La follia lucida, Bologna, Cappelli, 1972.
- Tratto d’unione, Poggibonsi, Lalli, 1974.
- Resa condizionata, Poggibonsi, Lalli, 1976.
- Intenzione d’amore, Poggibonsi, Lalli, 1977.
- Bios Thanatos, Poggibonsi, Lalli, 1979.
- La deriva, Milano, Biblioteca universale Rizzoli, 1979.
- Fuoco di fila, Poggibonsi, Lalli, 1982.
- Stilemi, Milano, Società di poesia, 1982.
- Il naufragio, Milano, Biblioteca universale Rizzoli, 1983.
- Toccata e fuga, Milano, Garzanti, 1984.
- Strani movimenti, Milano, Crocetti, 1985.
- Giuro di dire, Milano, Rusconi, 1985.
- Alla maniera di. Inediti apocrifi di poeti moderni, Milano, Crocetti, 1986.
- La lingua dei robot, Cernusco sul Naviglio, Severgnini, 1988.
- Ai rari astanti, Milano, Crocetti, 1989.
- Zapping, Milano, A. Mondadori, 1993. ISBN 88-04-37574-4 [antologia].
- Borderline, Milano, All'insegna del pesce d'oro, 1999. ISBN 88-444-1411-2.
- Anticlimax, Cosenza, Orizzonti Meridionali, 1999.
- Fasi, Roma, Empiria, 2002. ISBN 88-87450-15-3 [antologia].
- Deliri. Discepole in sogno, Milano, Crocetti, 2005.
- Lampi, Bagno a Ripoli, Passigli, 2011. ISBN 978-88-368-1265-3.
- Su di me fuoco amico, Ladolfi, 2012.
- Semplice cronaca, Ladolfi, 2013.

## Premi e riconoscimenti
- 1980:  Premio Comisso[7]
- 1983: Premio Nazionale Letterario Pisa per la narrativa[8]
- 1983: Premio Speciale Viareggio[9]